# Loch Camelot
Loch Camelot – krakowski kabaret, działający w piwnicy XIII-wiecznego budynku pod adresem ul. św. Tomasza 17.
Prowadzi go tandem: Kazimierz Madej – dyrektor, scenograf i reżyser, oraz Ewa Kornecka – dyrektor muzyczny, kompozytor. Jego program to różnorodność stylów, rodzajów i gatunków: piosenki, satyry, liryki, prezentuje dzieła wielu twórców z klasyki polskiej i europejskiej.
Artyści „Loch Camelot” byli angażowani do nagrań programów dla telewizji polskiej, telewizji węgierskiej i telewizji niemieckiej oraz radia francuskiego.

## Realizacje telewizyjne
- „Kabaret Loch Camelot” – 2 części
- „Uczta Duchów”
- „Pani Wenus”
- „Zdrowie Pań, dziewiczych i krępych” – 2 części
- „Naszym domem jasność”
- „Pisanki, śpiewanki”
- „Z tamtej strony lustra, czyli Alicja w krainie Camelot” (1996)
- „Wieczór Trzech Mędrców” – 1998
- stały gość programu „Pełna Kultura” w Telewizji Kraków
- Z Andrusem po Galicji[1]

## Imprezy plenerowe
- „Święto zakochanych w Zaułku Niewiernego Tomasza” – corocznie
- „Jasełka” – corocznie
- „Helloween na Kopcu Kościuszki” – 1996
- „Skumbrie w tomacie, chcieliście Polski, no to ją macie” – 1997
- koncert na Rynku Głównym w Krakowie – 1999
- „Anheli” – Sylwester na Kopcu Kraka – 2000/2001
- „Takie większe wesele” – spektakl plenerowy w ramach festiwalu Kraków 2000
- „Święto ulicy św. Tomasza” – w roku 1999 i 2001

## Nagrody i wyróżnienia
- 1995 – medal za podtrzymywanie polsko-francuskich związków kulturalnych, przyznany przez mera Freyming-Merlebach.